# K Novým rybníkům
K Novým rybníkům je naučná stezka, vedoucí z Hrotovic k letovisku Nové Rybníky. Její délka je cca 1,5 km a na své trase má 5 zastavení.
Trasa začíná v Hrotovicích v lokalitě Panský Dvorek, odkud pokračuje podél toku potoka Milačka po silničce k rozcestníku Hrotovice – koupaliště. Tady odbočuje doprava na lesní cestu, pokračuje přes Rouchovanku, asi 100 metrů od rozcestí zahýbá doprava a okolo Horního nového rybníka k Dolnímu, kde naučná stezka končí.

## Zastavení
- Město Hrotovice
- Mikroregion Hrotovicko
- Lesy ČR
- Nové rybníky – historie, současnost
- Nové rybníky – zvířena a květena